# Митці України (енциклопедичний довідник)
Митці України — енциклопедичний довідник, присвячений митцям, пов'язаним з Україною; попри формат видання (однотомник) є значним і солідним джерелом, що надає короткі відомості про головних діячів різних видів мистецтва України, а також інших країн, творчість яких пов'язана з Україною. 

## Загальні дані
Довідник видано українською мовою накладом 30 тис. прим. 1992 року видавництвом «Українська енциклопедія ім. М. П. Бажана» за редакцією А. В. Кудрицького (ISBN 5-88500-042-5). Упорядниками довідника є старші наукові редактори видавництва «Української енциклопедії імені М. П. Бажана» М. Г. Лабінський та В. С. Мурза.
Книжка — у твердій палітурці, об'ємом 848 сторінок. 
Публікацію видання здійснено за сприяння Міжнародного Фонду «Відродження».

## Опис
До однотомника включено близько 5000 статей — коротких творчих біографій українських митців, діячів культури інших народів, життя та діяльність яких пов'язана з Україною. У довіднику містяться статті про художників, архітекторів, скульпторів, композиторів, кобзарів, акторів музичного та драматичного театру і кіно, диригентів, балетмейстерів, режисерів, митців естради, цирку, майстрів народної творчості, відомих мистецтвознавців. Довідник містить відомості про творчі спілки, пам'ятки архітектури, художні музеї, театральні і мистецькі колективи України. 
У частині, що стосується образотворчого мистецтва, видання базується на виданому 1973 року Словнику художників України. Доповнено даними регіональних довідників  таких як «Київ» (1981), «Чернігівщина» (1990), «Полтавщина» (виданий пізніше, у 1992) тощо.
В комплексі довідник через творчі біографії митців висвітлює історію українського мистецтва, всіх його галузей різних часів та епох.
Видання розраховане на фахівців і широке коло читачів.

## Критика
Дослідниця Катерина Двірна зазначала, що в довіднику використовуються «однобокі та догматичні підходи» для висвітлення біографії та творчої діяльності митців. Також у виданні «відсутні правдиві факти про репресованих діячів культури та мистецтва».